# Луї Бувелот
Абрем Луї Бу́велот (фр. Abraham-Louis Buvelo; 3 березня 1814, Морж — 30 травня 1888, Мельбурн) — австралійський художник-пейзажист швейцарського походження. Відомий також як літограф, фотограф, викладач живопису.

## Біографія
Народився 3 березня 1814 року в місті Моржі (тепер кантон Во, у складі Лозанни, Швейцарія) в сім'ї поштового службовця. Навчався в художній школі в Лозанні і в Парижі (у Каміля Флерса, відомого пейзажиста; 1834). У 1840 році переїхав в Ріо-де-Жанейро. У 1843 році одружився. Після повернення до Швейцарії, в 1852 і в 1856 роках був нагороджений срібними медалями за картини виставлені в Берні. З метою поправити здоров'я залишив сім'ю в Ла-Шо-де-Фон і у 1864 році відплив до Австралії. З 1865 року жив у Мельбурні. Працював в якості фотографа. Вдруге одружився. У 1869 році Національна галерея Вікторії купила дві його картини. У 1870—1874 роках працював в Комітеті вікторіанської Академії мистецтв. У 1873, 1880 і 1884 роках був нагороджений золотими медалями на художніх виставках в Мельбурні. Заробив хорошу репутацію, продовжував писати картини до 1884 року. Помер в Мельбурні 30 травня 1888 року.

## Творчість
Пейзажі в дусі барбізонської школи:
- «Літній вечір в Темплстоу» (Національна галерея Вікторії)[5].